# Jan Lipavský
Jan Lipavský (ur. 2 lipca 1985 w Pradze) – czeski polityk i menedżer IT, działacz Czeskiej Partii Piratów, członek Izby Poselskiej, od 2021 minister spraw zagranicznych.

## Życiorys
Absolwent wydziału nauk społecznych Uniwersytetu Karola w Pradze. W ramach programu Erasmus przez dwa semestry kształcił się na University of Kent. Pracował m.in. w McKinsey & Company i w czeskiej kompanii ZOOT. Wykonywał zawód analityka, był kierownikiem projektów z zakresu informatyki w bankowości.
W 2015 zaangażował się w działalność polityczną w ramach Czeskiej Partii Piratów. W wyborach parlamentarnych w 2017 z jej ramienia uzyskał mandat deputowanego do Izby Poselskiej. W 2021 bezskutecznie ubiegał się o reelekcję.
Po wyborach w 2021 został kandydatem na ministra spraw zagranicznych w rządzie Petra Fiali. Prezydent Miloš Zeman przez pewien czas odmawiał jego nominacji, ostatecznie 13 grudnia ustąpił w tej kwestii. 17 grudnia 2021 Jan Lipavský został zaprzysiężony na tym stanowisku wraz z innymi członkami nowego gabinetu. 1 października 2024 ogłosił swoje wystąpienie z Czeskiej Partii Piratów, decydując się na pozostanie w składzie rządu.

## Odznaczenia
- Order „Za zasługi” I klasy (Ukraina, 2022)[7]